# Grupo M51
O Grupo M51 é uma grupo de galáxias localizado em Canes Venatici. Este está nomeado com o nome do membro mais brilhante, a Galáxia do Rodamoinho (M51A). Outros membros notáveis incluem a galáxia companheira da Galáxia do Rodamoinho (M51B) e a Galáxia do Girassol (M63).

## Membros
A tabela abaixo lista todas as galáxias identificadas e confirmadas como membros do grupo pelo Nearby Galaxies Catalog, as examinações de Fouque et al., o Lyons Groups of Galaxies (LGG) Catalog, e três listas de grupos criados pelo Nearby Optical Galaxy sample of Giuricin et al.
| Nome                         | Tipo        | A.R. (J2000)  | Dec. (J2000) | Redshift (km/s) | Magnitude |
| ---------------------------- | ----------- | ------------- | ------------ | --------------- | --------- |
| M51B (NGC 5195)              | SB0 pec     | 13h 29m 59.6s | +47° 15′ 58″ | 465 ± 10        | 10.5      |
| NGC 5023                     | Scd         | 13h 12m 12.6s | +44° 02′ 28″ | 407 ± 1         | 12.9      |
| NGC 5229                     | SB(s)d      | 13h 34m 02.8s | +47° 54′ 56″ | 364 ± 8         | 14.3      |
| Galáxia do Girassol (M63)    | SA(rs)bc    | 13h 15m 49.3s | +42° 01′ 45″ | 504 ± 4         | 9.3       |
| UGC 8313                     | SB(s)c      | 13h 13m 53.9s | +42° 12′ 31″ | 593 ± 4         | 14.4      |
| UGC 8331                     | IAm         | 13h 15m 30.3s | +47° 29′ 56″ | 260 ± 5         | 14.6      |
| Galáxia do Rodamoinho (M51A) | SA(s)bc pec | 13h 29m 52.7s | +47° 11′ 43″ | 463 ± 3         | 9.0       |

Outros possíveis membros (galáxias listadas em duas ou mais listas de algumas referências acima) incluem IC 4263 e UGC 8320. Definir se são membros ou não é impreciso.

## Grupos próximos
O Grupo M51 está localizado ao sudeste do Grupo M101 e o Grupo NGC 5866. As distânxias para estes três grupos (como determinados para as distâncias dos membros individuais) são similares, supõem que o Grupo M51, o Grupo M101 e o Grupo NGC 5866 são atualmente parte de um grande grupo. Contudo, muitos métodos para identificação (incluindo em algumas referências citadas acima) consideram estes grupos como separados.